# Edmund Tudor, 1. Earl of Richmond

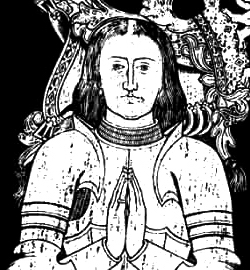
Grabbildnis von Edmund Tudor

Wappen Edmunds

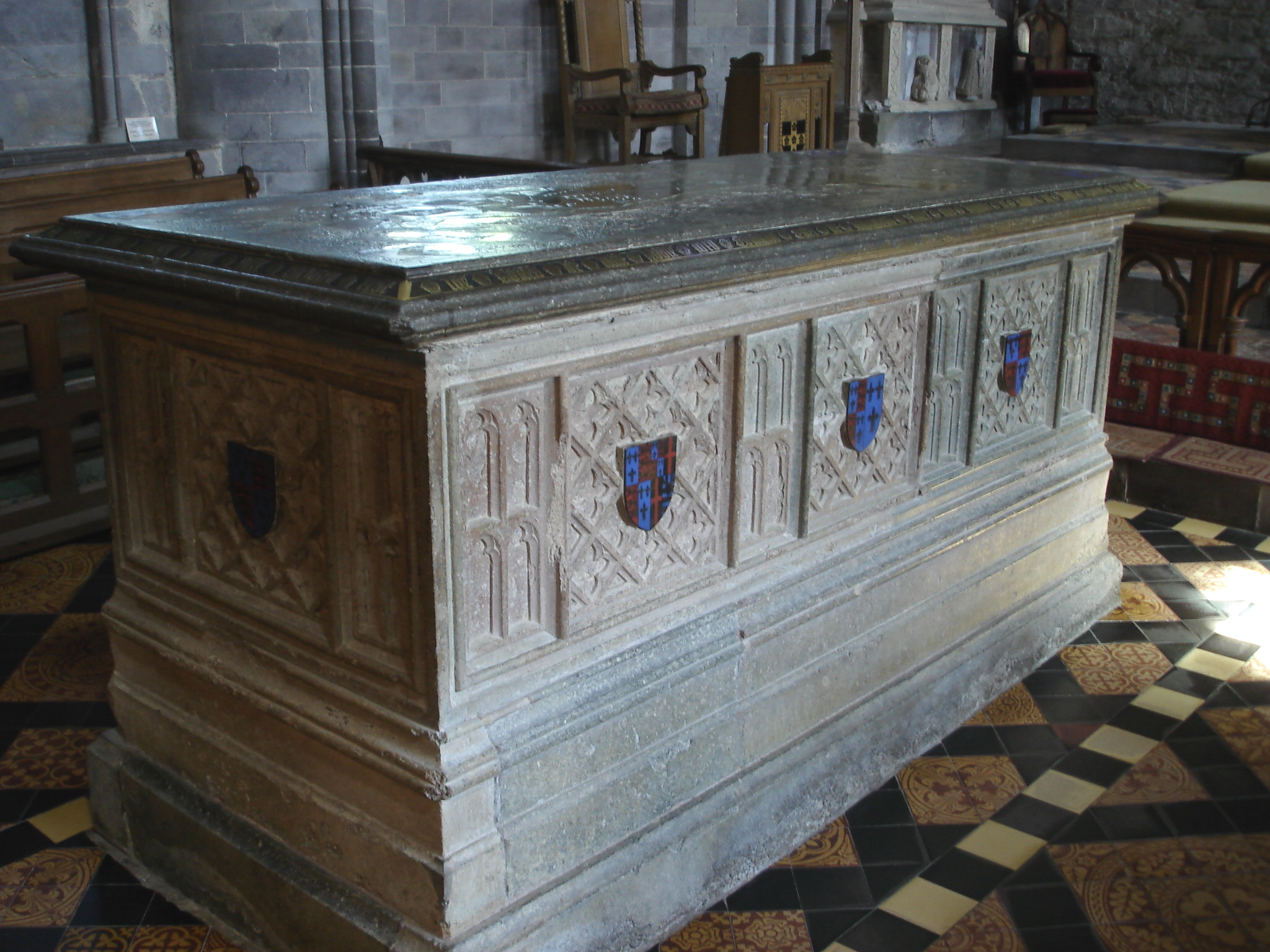
Grab von Edmund Tudor in der St. David’s Cathedral

Edmund Tudor, 1. Earl of Richmond (* um 1430; † 1. November 1456 in Carmarthen) war der Vater von König Heinrich VII. von England.

## Leben
Tudor wurde im Much Hadham Palace in Hertfordshire als Sohn von Owen Tudor und Katharina von Valois, der Witwe von König Heinrich V. von England geboren. Da nicht genau nachgewiesen werden kann, ob seine Eltern vor seiner Geburt geheiratet haben, ist es umstritten, ob er ein legitimes Kind war. Seine Mutter zog sich 1436 in das Kloster von Bermondsey zurück und starb im folgenden Jahr. Edmund und sein Bruder Jasper wurden Catherine de la Pole, der Äbtissin von Barking Abbey übergeben, in deren Obhut sie bis 1440 blieben. Anschließend wurden sie am Hof ihres Halbbruders König Heinrich VI. erzogen. Edmund wurde am 15. Dezember 1449 zum Knight of the Bath geschlagen. Sein Halbbruder übergab ihm zahlreiche Güter, berief ihn ins Privy Council und erhob ihn am 23. November 1452 zum Earl of Richmond. Im Februar 1453 brachte Margaret Beauchamp, die Witwe von John Beaufort, 1. Duke of Somerset ihre zehnjährige Tochter Margaret Beaufort an den königlichen Hof. Der König machte Edmund und seinen Bruder Jasper zum Vormund von Margaret und befürwortete schließlich die Hochzeit von Edmund mit Margaret, die am 1. November 1455 stattfand. Die Braut war zu der Zeit zwölf Jahre alt und wurde im folgenden Jahr schwanger.
Zu Beginn der Rosenkriege ging Edmund nach Südwales, um dort die Position des Hauses Lancaster zu festigen. Mit dem bisherigen königlichen Stellvertreter in Südwales, Gruffudd ap Nicolas geriet er über seine Kompetenzen in Streit. Im August 1456 wurde er Constable von Carmarthen Castle, der wichtigsten königlichen Burg in Südwestwales. Daraufhin marschierten William Herbert und Walter Devereux, zwei führende Anhänger des Hauses York, mit einer 2000 Mann starken Armee von Herefordshire nach Carmarthen, eroberten die Burg und nahmen Edmund gefangen. Edmund starb am 1. November 1456, ein Jahr nach seiner Hochzeit, als Gefangener in Carmarthen an der Pest. Seine Frau war zu ihrem Schwager Jasper nach Pembroke geflüchtet, wo am 28. Januar 1457 ihr Sohn Heinrich Tudor, der spätere König Heinrich VII. geboren wurde.
Edmund wurde in der Franziskanerkirche von Carmarthen begraben. Nach der Zerstörung der Kirche während der Reformation 1536 wurde sein Leichnam in die Kathedrale von St Davids überführt.